# George Trakas

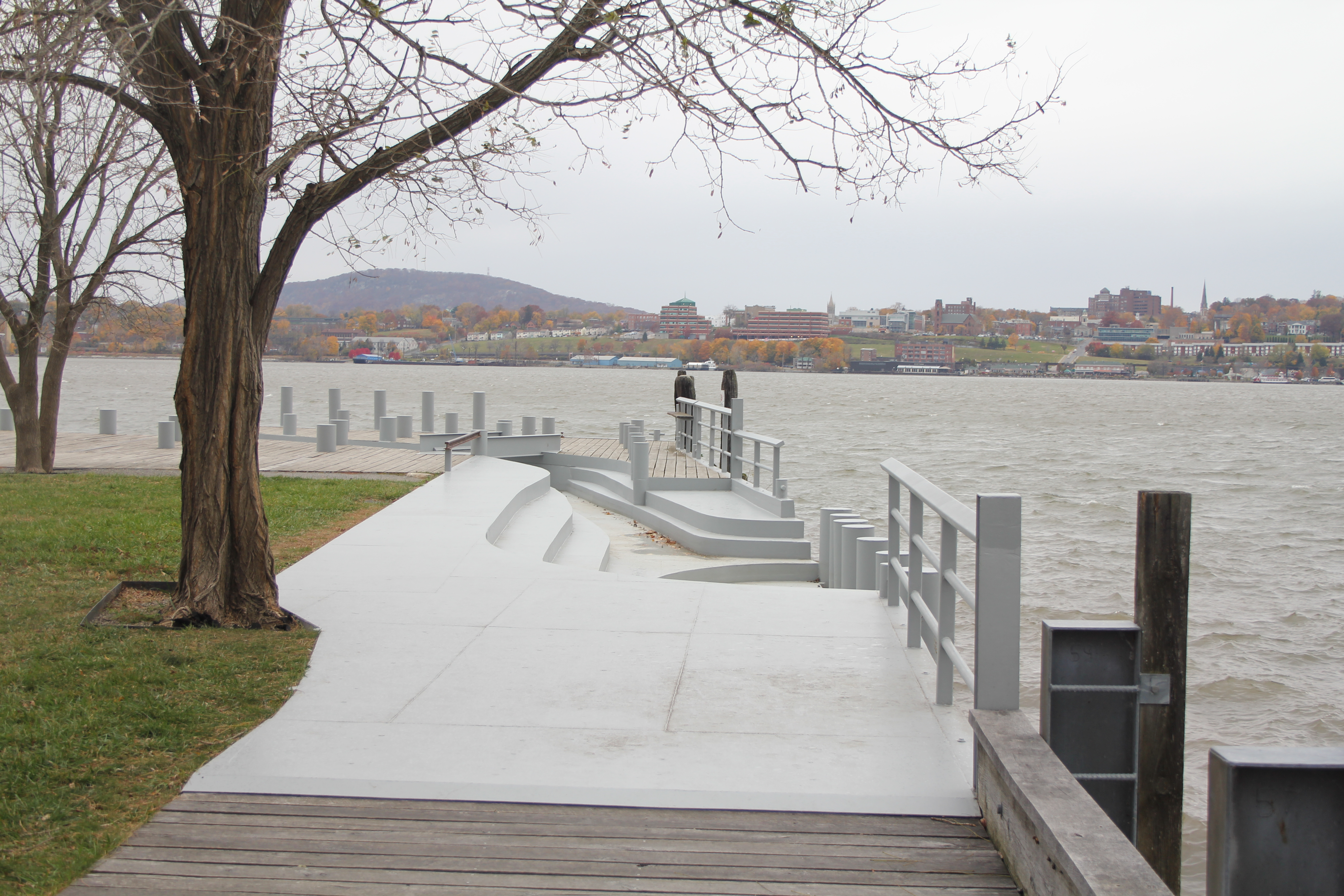
Beacon Point (2007)

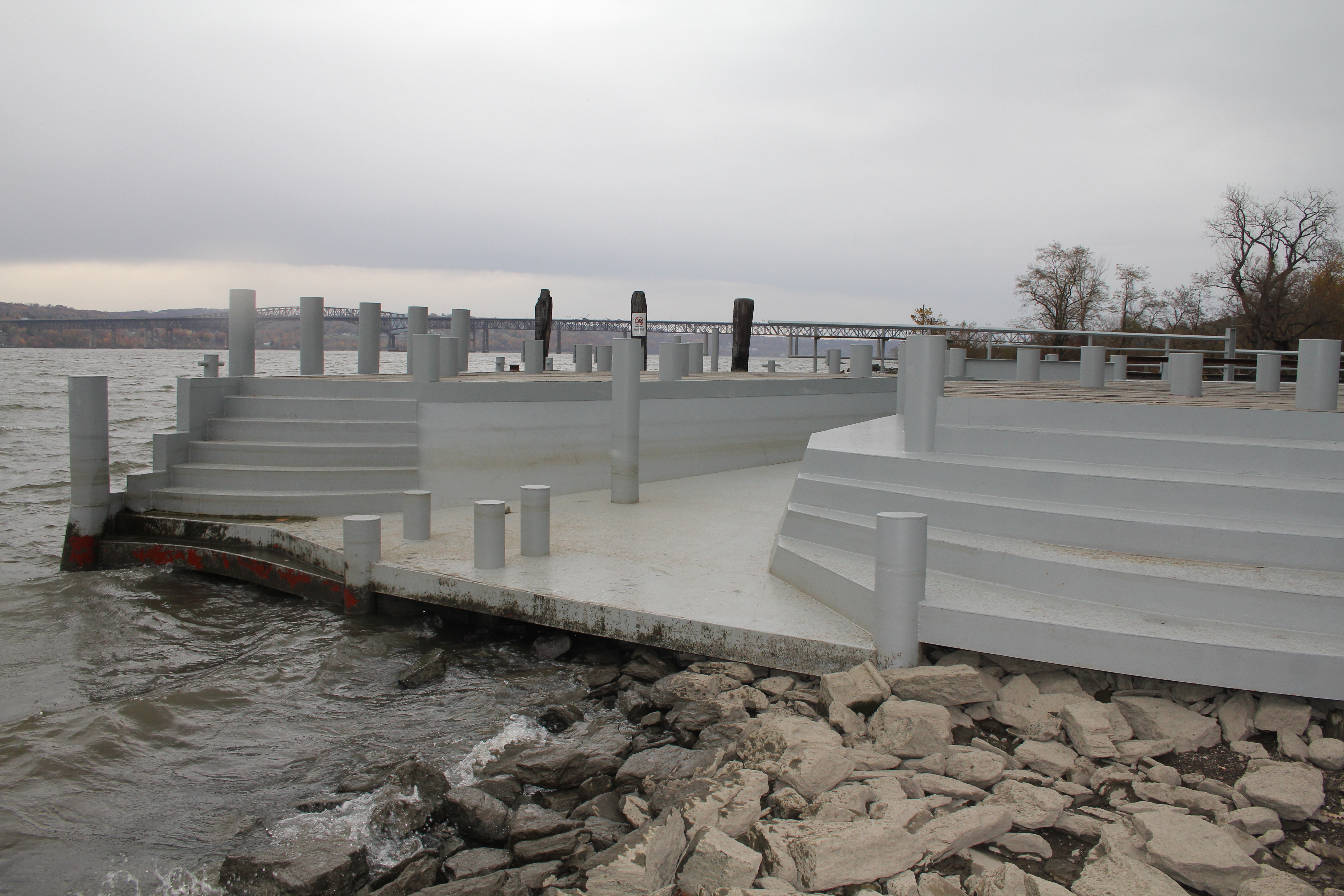
Beacon Point (2007)

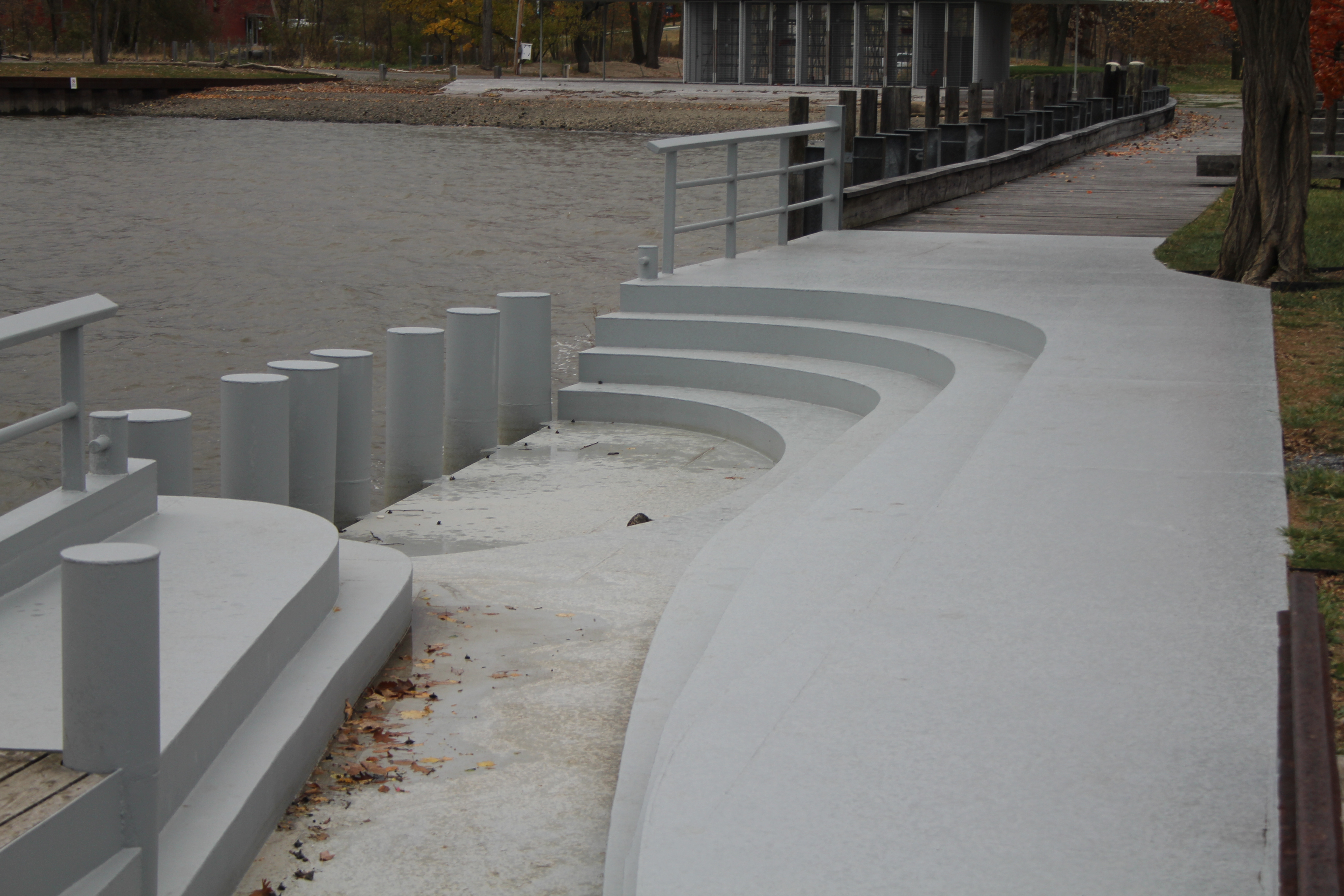
Beacon Point (2007)

George Trakas (* 1944 in Québec Kanada) ist ein US-amerikanisch-kanadischer Bildhauer und Landschaftsarchitekt.

## Leben und Werk
Trakas wurde 1944 in Kanada geboren und emigrierte 1963 in die Vereinigten Staaten nach New York City. Er war von 1971 bis 1979 mit Susan Rothenberg verheiratet. Aus der Ehe ging eine Tochter hervor.
Die Werke von Trakas sind überwiegend begehbar und fordern so eine Interaktion zwischen Skulptur und Betrachter.

### Werke im öffentlichen Raum
- 1982: Berth Haven an der National Oceanic and Atmospheric Administration in Seattle, Washington
- 1985: Isle of View an der University of Massachusetts Amherst, Amherst
- 1997: Quai des Trois Dents im Parc du Pilat im Département Loire, Frankreich
- 2007: Beacon Point New York[2]

### Ausstellungen (Auswahl)
- 1971: Projects: Piet 18 MoMA Museum of Modern Art, New York City
- 1977: documenta 6, Kassel
- 1980: 39. Biennale von Venedig, (Pavillon der USA), Venedig
- 1987: documenta 8, Kassel
- 1988: Georges Trakas / Marc Couturier Le Creux de l'enfer-Centre d´art contemporain, Thiers
- 2009: Vito Acconci, Laurie Anderson, George Trakas and Jacqueline Winsor Salomon Contemporary[3]
- 2010: Artpark: 1974-1984/UB Art Galleries University of Buffalo, New York

## Auszeichnungen
- 1979 und 1989: National Endowment for the Arts
- 2011: Ehrendoktorwürde der Emory University